# Jean-François Pichette
Jean-François Pichette est un acteur québécois né à Montréal en 1962.

## Filmographie
- 1988 : À corps perdu : Quentin
- 1990 : Une histoire inventée : Tibo
- 1992 : Seul, avec Claude : Claude
- 1994 : C'était le 12 du 12 et Chili avait les blues : père de Chili
- 1994 : Mouvements du désir : Vincent
- 2000 : Le Chapeau ou L'histoire d'un malentendu
- 2002 : Secret de banlieue : David
- 2019 : Merci pour tout : Pierre

## Télévision
- 1990 : Les Enquêtes du commissaire Maigret, épisode : Maigret à New York de Stéphane Bertin : McGill
- 1990 : Les Filles de Caleb : buveur
- 1992 : Montréal P.Q. : Mike Belzile
- 1993 : Ent'Cadieux : Toni Richard
- 1994 : Miséricorde : Pierre
- 1995 : Alys Robi : Lucio Agostini
- 1996 : Virginie : Daniel Charron (1996-1999)
- 2000 : Catherine : Pierre Beaudet
- 2000 : Chartrand et Simonne : Jean Marchand
- 2001 – 2005 : Fortier : Claude Mayrand
- 2002 : Les Poupées russes : Jean-Louis Gagnon
- 2006 : Un homme mort : Emmanuel Dunston
- 2006 – 2008 : Nos étés : John Desrochers
- 2008 – 2010 : Belle-Baie : Max Mallet
- 2010 : La Promesse : Paul
- 2010 – 2014 : Trauma : Mathieu Darveau
- 2014 : Nouvelle Adresse : Laurent Lapointe
- 2017 : L'Heure bleue : Hubert Martel
- 2019 : Le Monstre (série télévisée de six épisodes)
- 2021 : Portrait-Robot (série télévisée de dix épisodes)
- 2023 : Détective Surprenant : La fille aux yeux de pierre : Maire Roméo Richard[1]